# (31697) Isaiahoneal
(31697) Isaiahoneal est un astéroïde de la ceinture principale.

## Description
(31697) Isaiahoneal est un astéroïde de la ceinture principale. Il fut découvert le 10 mai 1999 à Socorro (Nouveau-Mexique) par le projet LINEAR. Il présente une orbite caractérisée par un demi-grand axe de 2,79 UA, une excentricité de 0,07 et une inclinaison de 4,5° par rapport à l'écliptique.

## Compléments